# Lady Macbeth

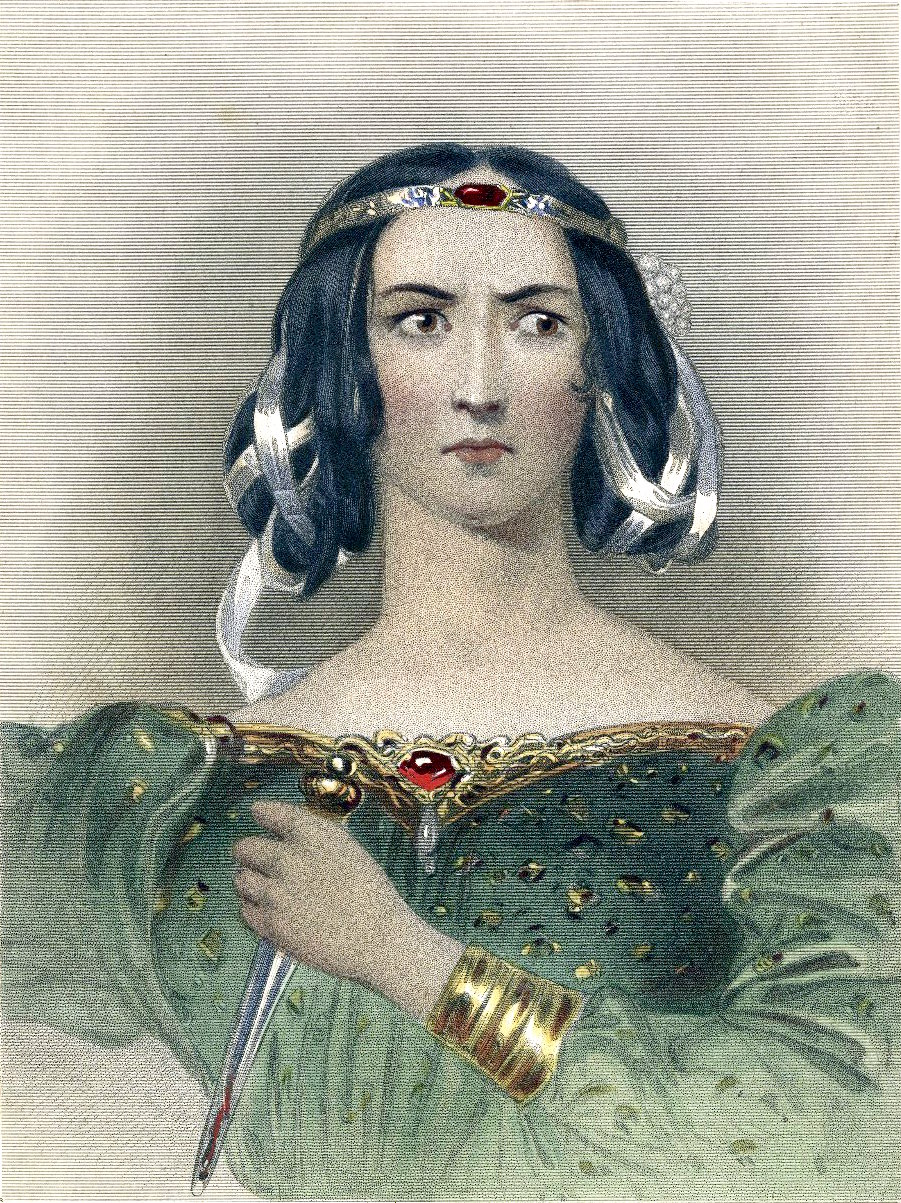
Lady Macbeth

Lady Macbeth este un personaj fictiv în drama scrisă de William Shakespeare, numită Macbeth.